# لورا هاميلتون
لورا هاميلتون (بالإنجليزية: Laura Hamilton)‏ هي مقدمة تلفزيونية وصحفية ومذيعة بريطانية، ولدت في 24 أبريل 1982 في غرينتش في المملكة المتحدة.

## وصلات خارجية
- الموقع الرسمي
- لورا هاميلتون على موقع IMDb (الإنجليزية)